# Santa Eulalia de Oscos
Santa Eulalia de Oscos ist eine Gemeinde in der autonomen Region Asturien im Norden Spaniens.

## Lage
Das Gemeindegebiet grenzt an Villanueva de Oscos im Norden, San Martín de Oscos im Osten, Grandas de Salime im Westen und Lugo im Süden.

## Geschichte
Funde aus der Steinzeit bestätigen die frühe Besiedelung der Region. In den benachbarten Gemeinden zeugen auch heute noch Hügelgräber und mehrere Wallburgen von der Besiedelung durch die Gallaeker und Asturer.
Die erste urkundliche Erwähnung war 1154, in kirchlichen Urkunden. 1584 wurde der Ort eine eigenständige Kirchengemeinde.

## Geologie

### Grund und Boden
Der überwiegend aus Kalk- und Schiefer bestehende Untergrund mit dem Pousadoiro (948 m) als höchste Erhebung ist typisch für die Region.

### Gewässer
Die Gemeinde wird vom Río Agüeira durchquert.

### Klima
Wie in weiten Teilen Asturiens herrscht durch die Nähe zum Golfstrom hier ein beinahe mediterranes Klima mit warmen, trockenen Sommern aber kalten Wintern vor, im Herbst kommt es mitunter zu relativ starken Stürmen.

## Wirtschaft
Wie in weiten Teilen Asturiens ist die Landwirtschaft hier der größte Erwerbszweig. Bedingt durch die großen Waldgebiete wird hier auch die Forstwirtschaft sehr rege betrieben. Handel und Produktion findet nur in mittelständischen Betrieben statt. Berühmt ist die Region für ihre Käseproduktion.
| | Beschäftigte | Anteil in Prozent |
| --- | ------------ | ----------------- |
| TOTAL | 198          | 100               |
| Ackerbau, Viehzucht und Fischerei                                                                              | 78           | 39,39             |
| Industrie | 6            | 3,03              |
| Bauwirtschaft                                                                                                  | 11           | 5,56              |
| Dienstleistungsbetriebe                                                                                        | 103          | 52,02             |
| * Daten aus dem Statistischen Amt für Wirtschaftliche Entwicklung in Asturien, Stand 2009 (PDF; 109 kB), SADEI |              |                   |

## Politik
| Historische Entwicklung im Gemeinderat | Historische Entwicklung im Gemeinderat | Historische Entwicklung im Gemeinderat | Historische Entwicklung im Gemeinderat | Historische Entwicklung im Gemeinderat | Historische Entwicklung im Gemeinderat | Historische Entwicklung im Gemeinderat | Historische Entwicklung im Gemeinderat | Historische Entwicklung im Gemeinderat | Historische Entwicklung im Gemeinderat | Historische Entwicklung im Gemeinderat |
| -------------------------------------- | -------------------------------------- | -------------------------------------- | -------------------------------------- | -------------------------------------- | -------------------------------------- | -------------------------------------- | -------------------------------------- | -------------------------------------- | -------------------------------------- | -------------------------------------- |
| Partei                                 | 1979                                   | 1983                                   | 1987                                   | 1991                                   | 1995                                   | 1999                                   | 2003                                   | 2007                                   | 2011                                   | 2015                                   |
| PCE / IU-BA                            |                                        |                                        |                                        |                                        |                                        |                                        |                                        | 3                                      | 4                                      |                                        |
| PSOE                                   | 2                                      | 1                                      | 1                                      | 2                                      | 2                                      | 4                                      | 5                                      | 2                                      | 3                                      | 3                                      |
| CD / AP / PP                           |                                        | 3                                      |                                        |                                        |                                        |                                        | 2                                      | 2                                      |                                        |                                        |
| UCD / CDS                              | 7                                      | 3                                      | 2                                      | 1                                      |                                        |                                        |                                        |                                        |                                        |                                        |
| IDS                                    |                                        |                                        | 4                                      | 4                                      | 5                                      | 3                                      |                                        |                                        |                                        |                                        |
| AIS                                    |                                        |                                        |                                        |                                        |                                        |                                        |                                        |                                        |                                        | 3                                      |
| Total                                  | 9                                      | 7                                      | 7                                      | 7                                      | 7                                      | 7                                      | 7                                      | 7                                      | 7                                      | 7                                      |

## Bevölkerung
| Jahr      | 1991 | 1996 | 2001 | 2004 | 2006 |
| --------- | ---- | ---- | ---- | ---- | ---- |
| Einwohner | 664  | 607  | 557  | 564  | 547  |

## Sehenswürdigkeiten
- Kirche Nuestra Señora de los Remedios in Nomade
- Kirche Santa Eulalia
- Museo Casa Natal del Marques de Sargadelos, Museum in Ferreirela
- Casa de Aquel Cabo in Barcia
- Einsiedelei Nuestra Señora in Quintá
- Hünengräber und Dolmen in Brañavella
- Kapelle San Pedro in Busqueimado

## Feste und Feiern
- Las Ferias de Santa Eulalia – 10. Dezember
- Las fiestas de San Roque in Santa Eulalia – Anfang August

## Parroquias
Die Gemeinde ist auch zugleich das Parroquia.
- Santa Eulalia (Santalla) – 142 Einwohner 2006

(Quelle: INE)

## Weiler und Dörfer
- Busqueimado
- Murias
- Ventoso
- Teijeira
- Quintela
- Nonide
- Pousadoiro
- Millarado
- Barcia
- Mazonovo
- Villamartín
- Brañavella
- Ferreirela
- Pumares
- A Valía
- Ferreira.